# Dure Limite (chanson)
Pour l'album, voir Dure Limite.
 (juin 2022).
La mise en forme du texte ne suit pas les recommandations de Wikipédia : il faut le « wikifier ».
Les points d'amélioration suivants sont les cas les plus fréquents :
- Les titres sont pré-formatés par le logiciel. Ils ne sont ni en capitales, ni en gras.
- Le texte ne doit pas être écrit en capitales (les noms de famille non plus), ni en gras, ni en italique, ni en « petit »…
- Le gras n'est utilisé que pour surligner le titre de l'article dans l'introduction, une seule fois.
- L'italique est rarement utilisé : mots en langue étrangère, titres d'œuvres, noms de bateaux, etc.
- Les citations ne sont pas en italique mais en corps de texte normal. Elles sont entourées par des guillemets français : « et ».
- Les listes à puces sont à éviter, des paragraphes rédigés étant largement préférés. Les tableaux sont à réserver à la présentation de données structurées (résultats, etc.).
- Les appels de note de bas de page (petits chiffres en exposant, introduits par l'outil «  Source ») sont à placer entre la fin de phrase et le point final[comme ça].
- Les liens internes (vers d'autres articles de Wikipédia) sont à choisir avec parcimonie. Créez des liens vers des articles approfondissant le sujet. Les termes génériques sans rapport avec le sujet sont à éviter, ainsi que les répétitions de liens vers un même terme.
- Les liens externes sont à placer uniquement dans une section « Liens externes », à la fin de l'article. Ces liens sont à choisir avec parcimonie suivant les règles définies. Si un lien sert de source à l'article, son insertion dans le texte est à faire par les notes de bas de page.
- La présentation des références doit suivre les conventions bibliographiques. Il est recommandé d'utiliser les modèles {{Ouvrage}}, {{Chapitre}}, {{Article}}, {{Lien web}} et/ou {{Bibliographie}}. Le mode d'édition visuel peut mettre en forme automatiquement les références.
- Insérer une infobox (cadre d'informations à droite) n'est pas obligatoire pour parachever la mise en page.

Pour une aide détaillée, merci de consulter Aide:Wikification.
Si vous pensez que ces points ont été résolus, vous pouvez retirer ce bandeau et améliorer la mise en forme d'un autre article.
Albums de Téléphone
Au cœur de la nuit
(1980) Un autre monde
(1984)
Ça (c'est vraiment toi)
Dure Limite est la première chanson de l'album éponyme de Téléphone sorti en 1982. Elle est signée Jean-Louis Aubert / Téléphone.

## Description
La chanson parle de la Guerre froide, et notamment du mur de Berlin. Le "no man's land", la volonté des habitants de circuler librement entre l'est et l'ouest de Berlin sont aussi évoqués :
"Mur, tessons de bouteilles
Grilles et chiens qui veillent

Chacun sur ses gardes, qui monte la garde"
Le mur et cette nouvelle frontière est fortement critiqué :
"Les frontières, échecs d'hier
Les autres terres, tous nos cimetières"
Le groupe veut ici insister sur l'obstination des deux pays (URSS et États-Unis) à gagner cette guerre idéologique, qu'aucun accord n'a été trouvé pour réunifier l'Allemagne et Berlin : "échecs d'hier".
Par ailleurs, le titre de la chanson, Dure Limite, rappelle que cette contrainte, imposée à la fois par la Guerre froide et le mur de Berlin, est difficile à supporter, surtout pour les populations locales : "Dure" dans le sens de difficile, compliqué, et "Limite" dans le sens de frontière, obstacle. Cette idée est reprise plus tard dans "Il coupe ta tête en deux, comme la première pomme un peu".

La dimension prise par le mur de Berlin d'un point de vue moral, près de 21 ans après sa construction en 1961, est rappelée par ces paroles :
"Et le mur de Berlin n'a pas, 
n'a pas de fin
Non le mur de Berlin,
t'en as un, j'en ai un
Il coupe la Terre en deux,
comme une grosse pomme"
Le mur de Berlin, et globalement le rideau de fer, n'ont pas de fin morale, seulement matérielle, car l'influence des deux blocs sur les populations est omniprésent, et ce sur toute la Terre,. Chacun a sa propre vision du mur de Berlin ("t'en as un, j'en ai un"). La division du monde entre les deux blocs (de l'Est et de l'Ouest) est explicitée dans "Il coupe la Terre en deux, comme une grosse pomme", où les deux quartiers d'une pomme sont séparés. On peut aussi supposer que l'image d'une pomme soit utilisée pour exprimer la simplicité de la réunification, de la réconciliation des deux blocs : un enfant peut réunir les deux quartiers d'une pomme.

Cette division territoriale, en Allemagne ou entre les deux blocs, est aussi indirectement à l'origine de déplacements de troupes armées :
"Puis il serpente entre deux terres
et te fait faire toutes les guerres,

toutes les guerres"
On peut ici citer la crise de Berlin (1958 - 1963), ou encore la crise des missiles de Cuba (1962). Les soutiens à des conflits armés sont aussi pointés du doigt (Guerre de Corée, du Viêt-Nam, ...).

## Succès
La chanson connaît un certain succès, mais reste moins connu car dans l'ombre de Cendrillon ou encore de Ça (c'est vraiment toi).